# کارینا لیدبوم
کارینا لیدبوم (سوئدی: Carina Lidbom؛ زادهٔ ۹ فوریهٔ ۱۹۵۷) هنرپیشه و کمدین اهل سوئد می‌باشد.
از فیلم‌های او می‌توان به سگ‌های ریگا اشاره کرد.